# تازه آباد (مقاطعة دهغلان)
تازه‌آباد (بالفارسية: تازه‌آباد) هي قرية تقع في Bolbanabad District في إيران. يقدر عدد سكانها بـ 370 نسمة .